# Biggles Dictates a Letter
Biggles Dictates a Letter (engl.: Biggles diktiert einen Brief) ist ein Sketch der britischen Komikergruppe Monty Python. Der Sketch ist Teil der 33. Folge der Sendung Monty Python’s Flying Circus, die erstmals am 30. November 1972 ausgestrahlt wurde.
Der Sketch parodiert den fiktiven Piloten James „Biggles“ Bigglesworth des Autors William Earl Johns, der seit 1932 Titelheld zahlreicher Abenteuergeschichten aus dem Bereich der Luftfahrt ist. Der Titel ist dabei eine Parodie auf die stereotypen Titel der einzelnen Geschichten, die in den meisten Fällen mit Biggles... beginnen.

## Inhalt
Zu Archivfilmen, die Luftkämpfe des Ersten Weltkrieges zeigen, wird der Titel „The Adventures of Biggles. Part one – Biggles dictates a letter“ angekündigt.
Biggles (gespielt von Graham Chapman) befindet sich im Büro mit einer Sekretärin (Nicki Howorth) und diktiert ihr einen Brief. Da die Sekretärin ihn mit „Señor Biggles“ anredet, echauffiert sich Biggles zunächst darüber, es gebe keinen Grund, auf Spanisch angeredet zu werden. Anschließend beginnt das Diktieren mit einer Anrede an König Håkon. Da die Sekretärin eigenmächtig den Zusatz „of Norway“ hinzufügen möchte und fragt, ob sie Biggles' Einwände gegen diese Option auch mittippen müsse, entschließt sich der Pilot, ihr durch das Aufsetzen eines Geweihs auf die Fliegermütze kenntlich zu machen, wann sie mitzuschreiben habe und wann nicht.
Da die Sekretärin diese Anweisung aber verdreht und nur mitschreibt, sobald Biggles das Geweih abnimmt, entsteht der Satz „Dear King Håkon, I am not dictating what?“ Als Biggles sie daraufhin als „Insassin eines Bordells“ beschimpft („You loopy brothel inmate!“), entsteht ein Streit über beschönigende Ausdrücke für Prostitution wie „Kurtisane“ oder „Konkubine“. Die Sekretärin spielt anschließend darauf an, Biggles' Kamerad und Vetter Algernon „Algy“ Lacey könne homosexuell sein, sodass sich ein analoges Gespräch über den Begriff „Tunte“ (engl. poof oder fairy) entwickelt. Biggles lässt Algy (Michael Palin) daraufhin ins Büro rufen und stellt ihm unverblümt die Frage „Are you gay?“, die Algy fröhlich bejaht (wobei gay auf Englisch auch fröhlich bedeutet). Biggles erschießt daraufhin Algy und setzt das Diktieren fort. In dem Schreiben bedankt er sich bei König Håkon und erwähnt anschließend, Algy sei homosexuell gewesen.
Als am Ende der Name von Ginger Hebblethwaite erwähnt wird, verdächtigt Biggles auch diesen der Homosexualität und ruft ihn ebenso ins Büro. Ginger (Terry Gilliam) meldet sich über die Gegensprechanlage mit „Hello, sweetie“ und tritt als stereotyp gezeichneter Schwuler in Hotpants, rosafarbener Pilotenkappe und Felljacke auf, verneint aber die Frage, ob er eine Tunte sei und wird dafür von Biggles gelobt.
Anschließend diktiert Biggles einen zweiten Brief an Prinzessin Margaret, die just mit der Anrede (gespielt von einem Pantomimen) aus einem Wandschrank tritt. Es folgt ein schneller Schnitt zu einer Szene, in der der Charakter Loony (Graham Chapman) die Frage „Lemon curry?“ stellt. Anschließend diktiert Biggles den Brief zu Ende, was aber von der Sekretärin wieder mit „Si, Señor Biggles!“ quittiert wird.
Mit weiterem Archivmaterial von Luftkämpfen und einer Trickfilm-Animation, während der die Fortsetzung „Biggles flies undone“ angekündigt wird, wird zum nächsten Sketch (Climbing the North Face of the Uxbridge Road) übergeleitet.

## Hintergründe
Die erwähnten Nebencharaktere Algy und Ginger sind ebenfalls den Biggles-Geschichten entnommen. Ebenso wird der Name des Autors ironisch in den Brief an Hakon eingeflochten, indem nach der Feststellung, Algy sei eine Tunte gewesen, die Frage „What would Captain W. E. Johns have said?“ kommentiert wird. Eine Ungenauigkeit ist allerdings die Tatsache, dass Biggles mehrfach seine Frau Mary erwähnt. Tatsächlich hat W. E. Johns seinen Charakter nie als verheiratet dargestellt, was ironischerweise dem Autor selber den Vorwurf einbrachte, einen möglicherweise homosexuellen Charakter zu porträtieren.
Der Sketch nimmt auch mehrfach metafiktionale Bezüge auf sich selbst. So bezeichnet die Sekretärin Biggles einmal als „demented fictional charakter“, und Biggles spricht von seinem „fictional comrade-in-arms“ Algy und schließt seine Briefe mit „Yours fictionally, Biggles“ anstelle von üblichen Grußformeln wie „Yours truly“.
Biggles Dictates a Letter war bereits die dritte Parodie auf Biggles von Monty Python. Zuvor wurde der Charakter bereits in den Sketchen Strangers in the Night (Episode 10) und Die Spanische Inquisition (Episode 15) parodiert. Möglicherweise ist in diesem 
Sketch die spanische Anrede an Biggles eine Anspielung auf Biggles' Auftritt als Kardinal der Inquisition im letztgenannten Sketch.
„Lemon curry?“ ist ein Running Gag der Episode und wird insgesamt viermal von verschiedenen Charakteren erwähnt, darunter auch vom BBC-Nachrichtensprecher Richard Baker im Anschluss an eine fiktive Nachrichtenmeldung über eine Explosion in der Küche des House of Lords.